# VentureStar
VentureStar est un projet abandonné de système de lancement réutilisable monoétage (single-stage-to-orbit) proposé par Lockheed Martin. La NASA lance un appel d'offres en 1994 remporté par Lockheed Martin en 1996.

Cet avion spatial automatique, sans pilote et entièrement réutilisable doit permettre de lancer des satellites en orbite à une fraction du coût des autres systèmes de lancement notamment de la navette spatiale américaine. Bien que le cahier des charges porte sur un avion destiné à transporter du fret en orbite, il peut éventuellement transporter des passagers à la place du fret.
VentureStar doit décoller verticalement et atterrir comme un avion. Contrairement à la navette spatiale américaine, VentureStar est dépourvue de propulseurs d'appoint et de réservoir externe. La difficulté principale du concept est de parvenir à réduire suffisamment la masse à vide de l'engin pour atteindre les performances souhaitées. Un prototype à l'échelle 1/2, le X-33, financé essentiellement par la NASA, est développé pour mettre au point les techniques nécessaires mais le projet est abandonné en 2001 sans avoir permis de surmonter les problèmes techniques rencontrés, en particulier à mettre au point des réservoirs de carburant en matériaux composites tout à la fois suffisamment légers et solides.

## Avantages sur la Navette Spatiale

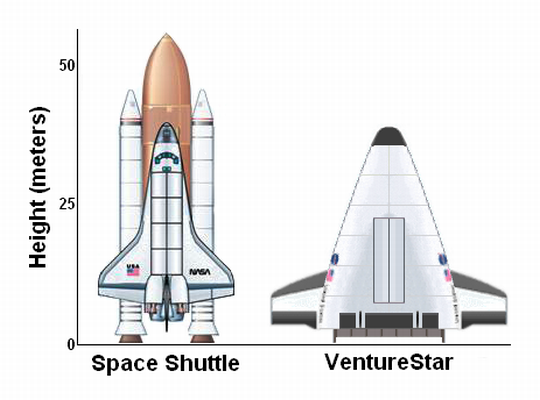
Le VentureStar aurait eu environ 17 mètres de moins que la navette spatiale américaine.

Les promoteurs du Venture Star déclarent que l'ingénierie et la conception du VentureStar offrent de nombreux avantages sur la navette spatiale américaine, ce qui représente des économies considérables en temps et en matériel, ainsi qu'une sécurité accrue. VentureStar peut lancer des satellites en orbite à environ 1/10 du coût de la navette.
La préparation pour un vol du VentureStar est radicalement différente de celle de la navette spatiale. Contrairement à la navette spatiale, qui doit être assemblée avec plusieurs autres composants lourds (un grand réservoir externe, et deux propulseurs d'appoint à poudre), le VentureStar est tout simplement inspecté dans un hangar, comme un avion.
Aussi, contrairement à la navette spatiale, le VentureStar ne possède pas des propulseurs à poudre qui doivent être sortis de l'océan puis remis à neuf après chaque lancement. En outre, les spécifications de conception font appel à l'utilisation des moteurs-fusées à tuyère aerospike linéaires, qui maintiennent leur poussée efficace à toutes les altitudes. La navette se fonde sur la tuyère conventionnelle qui réalise le maximum d'efficacité à une seule altitude spécifique.
VentureStar utilise également un nouveau système de protection thermique, métallique, qui est plus sûr et moins coûteux à entretenir que celui en céramique de la navette spatiale. Le bouclier thermique métallique du VentureStar élimine 17 000 heures de maintenance entre les vols requises pour vérifier (et remplacer si besoin) chacune des milliers de tuiles de céramique résistantes à la chaleur qui forment l'extérieur de la navette jusqu'à l'arrêt de ce programme en juillet 2011
VentureStar est prévu pour être plus sûr que les lanceurs modernes. Considérant que des lanceurs d'aujourd'hui ne connaissent des accidents uniquement en cas de panne de moteur pendant le vol, VentureStar a une réserve de poussée dans chaque moteur pour les cas d'urgence pendant le vol. Par exemple, si un moteur sur le VentureStar tombe en panne durant une ascension en orbite, un autre moteur face au moteur en panne est coupé pour contrebalancer la poussée défaillante, et on augmente alors la poussée de chacun des autres moteurs de manière à poursuivre la mission en toute sécurité.
VentureStar est également moins polluant. Contrairement à la navette spatiale, dont les deux propulseurs à poudre éjectent des déchets chimiques au cours du lancement, les rejets du VentureStar sont composés uniquement de vapeur d'eau, puisque les principaux ergols du VentureStar ne sont que de l'hydrogène liquide et de l'oxygène liquide. Une conception plus simple du VentureStar exclut également les propergols hypergoliques et même l'hydraulique, remplacée par l'énergie électrique pour les commandes de vol, les portes et le train d'atterrissage.
En raison de son design plus léger, VentureStar est capable d'atterrir sur n'importe quel grand aéroport en cas d'urgence, alors que la navette spatiale nécessite des pistes beaucoup plus longues.

## Fin du programme
Le programme VentureStar a été annulé en raison de problèmes de coûts de développement accompagnés de problèmes techniques et de défaillances du programme Lockheed Martin X-33, un programme qui devait servir de preuve de concept pour certaines des technologies critiques dont VentureStar avait besoin. L'échec lors d'un test du réservoir d'hydrogène cryogénique à structure composite complexe et multilobe du X-33 a été l'une des principales raisons de l'annulation du X-33 et du programme VentureStar. En fin de compte, le programme VentureStar nécessitait trop d'avancées techniques à un coût trop élevé pour être viable. 
Le programme est annulé le 1er mars 2001.